# Bernardino de Campos
Bernardino de Campos este un oraș în São Paulo (SP), Brazilia.